# Yasak Elma
Yasak Elma (em Angola e Moçambique: O Fruto Proibido) foi uma telenovela turca produzida pela Med Yapım e exibida pela Fox Turquia entre 19 de março de 2018 a 23 de junho de 2023. Escrita por Melis Civelek e Zeynep Soyata, tem direção de Neslihan Yeşilyurt com produção de Fatih Aksoy. E protagonizada por Sevda Erginci, Eda Ece, Onur Tuna, Talat Bulut e Şevval Sam a trama gira em torno da vida das duas irmãs Zilena e Yldiz, muito próximas, mas com personalidades e objetivos de vida bem diferentes.
A série está atualmente sendo exibida com dublagem em português, nos países africanos, Angola e Moçambique, através do canal Zap Novelas onde teve sua estreia em 24 de maio de 2019.

## Enredo
Yıldız e Zeynep são duas irmãs, muito próximas, mas com objetivos de vida muito diferentes. Zeynep é uma garota que segue rigorosamente seus valores éticos, busca ter uma carreira de sucesso e se esforça por isso; enquanto Yıldız acredita que merece mais e considera a felicidade um casamento com um homem rico, que a salvaria de sua vida de baixa renda.

### 1ª temporada
O destino dessas duas irmãs muda por completo quando Yıldız começa a trabalhar para a família Argun e recebe uma proposta ousada de sua patroa, a socialite Ender Argun (Şevval Sam). O plano de Ender é que Yıldız seduza seu esposo Halit (Talat Bulut), para que possa acusá-lo de traição e então pedir o divórcio e uma parte da fortuna. Porém Yıldız toma proveito e decide que não só seduzirá Halit como também será sua nova esposa, mas para isso primeiro precisa se livrar de Ender.

## Elenco
- Talat Bulut como Halit Argun
- Şevval Sam como Ender Argun
- Onur Tuna como Alihan Taşdemir
- Sevda Erginci como Zeynep Yılmaz
- Eda Ece como Yıldız Yılmaz
- Nesrin Javadzadeh como Şahika Ekinci
- Barış Kılıç como Kaya Ekinci
- Tuana Türkay como Leyla
- Şafak Pekdemir como Zehra Argun
- İrem Kahyaoğlu como Şengül Doğan
- Barış Aytaç como Caner Çelebi
- Sinan Eroğlu como Hakan Kurtuluş
- Ahmet Kayakesen como Hakan Kurtuluş
- Kıvanç Kasabalı como Sinan
- Ebru Şahin como Hira Bozok
- Gün Akıncı como Cem
- İlber Uygar Kaboğlu como Erim Argun
- Nilgün Türksever como Zerrin Taşdemir
- Tuğçe Koçak como Lal Uzun
- Mehmet Pamukçu como Sıtkı
- Ayşegül Çınar como Lila Argun
- Sarp Can Köroğlu como Kemal
- Tuana Tunalı como Mete
- Yeliz Şar como Defne
- Serkan Rutkay Ayıköz como Emir
- Melisa Doğu como Asuman